# 米非波设
米非波设（希伯來語：‎，Mephibosheth），歷代志上譯作「米力巴力」。是旧约圣经中的人物，是约拿单的儿子，扫罗的孙子。

## 大卫施恩

### 事由
撒母耳记上（31:1非利士人与以色列人争战。以色列人在非利士人面前逃跑，在基利波有被杀仆倒的。非利士人紧追扫罗和他儿子们，就杀了扫罗的儿子约拿单，亚比拿达，麦基舒亚。）

扫罗和约拿单死亡的消息从耶斯列传到的时候，米非波设才五岁。他乳母抱着他逃跑。因为跑得太急，孩子掉在地上，腿就瘸了。(撒母耳記下四章4節 )

### 事件经过
圣经─中文和合本 撒母耳记下（9:1大卫问说，扫罗家还有剩下的人没有。我要因约拿单的缘故向他施恩。）

扫罗家的仆人洗巴对王说，还有约拿单的一个儿子，是瘸腿的。于是大卫王打发人召了他来，将他应得的产业归还他，他与大卫同席吃饭。